# Dahagram-Angarpota
Dahagram-Angarpota es un enclave de Bangladés en la India a unos 200 m de la frontera entre ambos países. Su población es de 17 000 habitantes (2014). Fue el más grande y es el único enclave de Bangladés que queda tras la resolución de 2015 del problema de los enclaves de Bangladés y la India. Está conectado a la parte continental de Bangladés por el Corredor de Tin Bigha, situado en la ciudad de Patgram Upazila.

## Historia
En 1954 Pakistán e India firmaron un tratado sobre los enclaves Dahagram-Angarpota y Berubari. Dahagram-Angarpota, según el tratado, estaba destinado a ir a Pakistán, mientras que Berubari se dividiría entre India y Pakistán, Berubari del norte iría a India y Berubari del sur a Pakistán. El tratado no fue ratificado porque enfrentó desafíos legales en India. En 1971, Bangladés se independizó de Pakistán. Bangladés e India procedieron a firmar un nuevo tratado.
Se firmó el pacto Indira-Mujib de 1974 que protegió el estado de Dahagram-Angarpota y, a cambio, Bangladés le dio a la India la totalidad de la aldea  de Berubari. Esto fue impugnado en los tribunales de Bangladés, pero se resolvió rápidamente y el tratado se ratificó en 1974.  
El tratado proporcionó a Bangladés el Corredor Tin Bigha que conectaba el enclave con El resto del país. Este comenzó a funcionar en 1992 cuando estuvo abierto durante algunas horas todos los días. Desde 2011 ha estado abierto 23 horas al día. Se cierra durante una hora todos los días para que la Fuerza de Seguridad Fronteriza de la India pueda izar la bandera india. La Fuerza de Seguridad Fronteriza controla el pasillo y las puertas. 
El área ha experimentado cierto desarrollo tras la apertura de una clínica, una escuela y un mercado.